# Чёрный, Владимир Филиппович
Влади́мир Фили́ппович Чёрный (Иванов; 29 августа 1903 — 24 июля 1981) — советский военный деятель, контр-адмирал, участник советско-финской и Великой Отечественной войн.

## Биография
Владимир Филиппович Иванов (фамилию Чёрный взял только в 1929 году) родился 29 августа 1903 года в городе Владикавказе. В 1920 году был призван на службу в Военно-морской флот СССР. В 1926 году окончил Высшее военно-морское училище имени М. В. Фрунзе, в 1928 году — подводный класс Специальных классов командного состава Военно-морских сил Красной Армии. За двадцать лет прошёл путь от инструктора допризывной подготовки до помощника начальника штаба Балтийского флота. В последней должности участвовал в советско-финской войне. С сентября 1940 года возглавлял 1-й отдел Организационно-строевого управления Балтийского флота. В этой должности встретил начало Великой Отечественной войны.
Участвовал в обороне Таллина и переходе из него в Ленинград, участвовал в спасении личного состава тонущих кораблей. С июня 1942 года возглавлял Организационно-строевое управление Балтийского флота. Проводил большую работу по подготовке кадров, комплектованию боевых частей и кораблей флота, налаживанию караульной, вахтенной и дежурной службы на кораблях и в частях флота. Готовил маршевые роты пополнения. С декабря 1944 года возглавлял отдел подготовки и комплектования Балтийского флота. В период освобождения Прибалтики и боёв в Восточной Пруссии занимался подготовкой пополнения для действующих частей. Многократно выезжал в действующие части и на места формирования соединений, обеспечивая правильную расстановку кадров.
После окончания войны продолжал службу в Военно-морском флоте СССР. В течение восьми лет командовал Учебными отрядами сначала Северо-Балтийского флота, затем 8-го Военно-морского флота и Кронштадтской военно-морской крепости. В январе 1956 года вышел в отставку. Умер 24 июля 1981 года, похоронен в колумбарии крематория Санкт-Петербурга.

## Награды
- 2 ордена Ленина (23 декабря 1935 года, 5 ноября 1946 года);
- 3 ордена Красного Знамени (10 июня 1943 года, 3 ноября 1944 года, 27 декабря 1951 года);
- Орден Отечественной войны 1-й степени (8 июля 1944 года);
- Орден Отечественной войны 2-й степени (14 мая 1945 года);
- Медаль «За оборону Ленинграда» и другие медали.